# Glyphodera vitripennis
Glyphodera vitripennis är en tvåvingeart som beskrevs av Günther Enderlein 1922. Glyphodera vitripennis ingår i släktet Glyphodera och familjen skridflugor. Inga underarter finns listade i Catalogue of Life.